# Jonathan Beller
Jonathan L. Beller ist ein US-amerikanischer Professor und Medienwissenschaftler.

## Leben
Beller schloss 1985 an der Columbia University in New York City das Fach Englisch mit dem Bachelor of Arts (BA) ab und studierte anschließend in den Jahren 1986 bis 1987 weiter an der University of Texas in Austin, Texas im Rahmen eines Graduiertenprogramms. Seinen Abschluss als Master of Arts (MA) machte er 1988 an der Columbia University. Seine Promotion erfolgte 1994 an der Duke University in Durham (North Carolina) im Fach Literatur. Thema seiner Dissertation war: The Cinematic Mode of Production. 1998/1999 ging er nach Manila auf den Philippinen, wo er an der dortigen University of the Philippines und der Jesuitenuniversität Ateneo de Manila University in Quezon City Kulturwissenschaften und Filmtheorie, unterstützt von einem Fulbrightstipendium für Lehre und Forschung, unterrichtete.
Beller lehrte als Gastprofessor an der University of California, Santa Cruz und der San Francisco State University.  Seit 2004 unterrichtet er am Pratt Institute im New Yorker Stadtteil Brooklyn und ist dort seit 2012 der Programmdirektor im Graduiertenprogramm für Medienstudien.

## Ehrungen und Auszeichnungen
- 1986–1987: Stipendium der University of Texas, Austin
- 1987–1988: Stipendium der Columbia University, New York City
- 1989–1993: Stipendium der Duke University
- 1998–1999: Fulbright-Stipendium für Lehre und Studium
- 2005–2009: jeweils für ein Jahr sowohl ein Forschungsstipendium als auch ein Reisestipendium der Mellon-Foundation

## Veröffentlichungen
- Acquiring Eyes: Philippine Visuality, Nationalist Struggle, and the World-Media-System. Ateneo de Manila University Press, Quezon City, Manila, Philippinen 2006, ISBN 971-55049-5-9.
- The Cinematic Mode of Production: Toward A Political Economy of the Society of the Spectacle. University Press of New England, Dartmouth, New Hampshire, USA 2006, ISBN 1-58465-583-6.[1]
- The Message is Murder. Substrates of Computational Capital. Pluto Press, London, GB, 2017, ISBN 978-0-7453-3730-2.
- The World Computer. Derivative Conditions of Racial Capitalism. Duke University Press, Durham, USA, 2021, ISBN 978-1-4780-1116-3.